# Линхай
Линха́й (кит. упр. 凌海, пиньинь Línghǎi) — городской уезд городского округа Цзиньчжоу провинции Ляонин (КНР).

## История
При государстве Ранняя Янь в этих местах был образован уезд Тухэ. При империи Ляо территория была разделена между уездами Юнлэ и Аньчан, при империи Цзинь — между уездами Юнлэ, Аньчан и Шэньшуй.
При империи Цин в 1662 году здесь был образован уезд Цзиньсянь (锦县), подчинённый Фэнтяньской управе. Три года спустя была образована Цзиньчжоуская управа (锦州府), а территория бывшего уезда стала землями, непосредственно подчинёнными властям управы. После Синьхайской революции в Китае была проведена реформа структуры административного деления, в ходе которой управы были упразднены, и в 1913 году земли, напрямую подчинявшиеся властям управы, вновь стали уездом Цзиньсянь, вошедшим в состав провинции Фэнтянь (в 1929 году переименованной в провинцию Ляонин).
После захвата этих мест японцами и образования в 1932 году марионеточного государства Маньчжоу-го провинции Ляонин было возвращено название Фэнтянь, а в 1934 году была образована отдельная провинция Цзиньчжоу. 1 декабря 1937 года урбанизированная часть уезда Цзиньсянь была выделена в отдельный город Цзиньчжоу.
После окончания Второй мировой войны и ликвидации Маньчжоу-го эти земли опять вошли в состав провинции Ляонин. После образования КНР эти земли вошли в состав новой провинции Ляоси, которая в 1954 году была объединена с провинцией Ляодун в провинцию Ляонин.
В 1955 году был образован Специальный район Цзиньчжоу (锦州专区) и уезд вошёл в его состав. В 1958 году он был расформирован, и уезд перешёл под юрисдикцию властей Цзиньчжоу. В 1965 году Специальный район Цзиньчжоу был образован вновь, но в 1968 году его опять расформировали.
В июне 1993 года уезд был преобразован в городской уезд и сменил название с «Цзинь» на «Линхай».

## Административное деление
Городской уезд Линхай делится на 2 уличных комитетов, 8 волостей и 11 посёлков. Кроме того, на территории городского уезда расположена Цзиньчжоуская особая экономическая зона.